# Butler (Alabama)
Butler é uma cidade localizada no estado americano do Alabama, no Condado de Choctaw.

## Demografia
Segundo o censo americano de 2000, a sua população era de 1952 habitantes. 
Em 2006, foi estimada uma população de 1770, um decréscimo de 182 (-9.3%).

## Geografia
De acordo com o United States Census Bureau, a localidade tem uma área de 14,5 km², sem área coberta por água. Butler localiza-se a aproximadamente 61 m acima do nível do mar.

## Localidades na vizinhança
O diagrama seguinte representa as localidades num raio de 32 km ao redor de Butler. 